# Golęczewo
Golęczewo (niem. Golenhofen) – wieś w Polsce położona w województwie wielkopolskim, w powiecie poznańskim, w gminie Suchy Las.

## Historia
Osada stała istniała w miejscu obecnej wsi najprawdopodobniej już we wczesnym średniowieczu (okres wczesnopiastowski), o czym świadczą znaleziska archeologiczne m.in. z lat 1983–1985, 1990–1991, 2009 i 2013. Osada zamieszkana była przez ludność słowiańską. Siedem stanowisk archeologicznych potwierdza na pewno istnienie tu wsi w X-XII wieku. Pierwsza wzmianka o miejscowości pochodzi z 1313, kiedy to wymieniona została jako Golenzcowo w Kodeksie dyplomatycznym Wielkopolski (II 307). Nazwa ta pochodziła od nazwy osobowej Goleniec. Wieś szlachecka Gołwiczewo położona była w 1580 roku w powiecie poznańskim województwa poznańskiego.
Golęczewo (623 ha) zostało wykupione z rąk polskich w październiku 1901 z zamiarem stworzenia tu tzw. wzorcowej wsi niemieckiej, zgodnej z założeniami Hakaty. Zapłacono za nie 530.000 ówczesnych marek. Wieś była zaniedbana, w związku z czym najpierw przeprowadzono prace przygotowawcze: melioracyjne, budowlane i wyposażeniowe. Do przyjęcia osadników zatwierdzono ją dopiero w 1903. Miała to być wieś ewangelicka, o dużym stopniu samowystarczalności – z kościołem, szkołą, salą gimnastyczną, łaźnią, pralnią, piekarnią, strażą pożarną i wodociągiem. Domy wybudowane w Golenhofen (ówczesna nazwa) były białe z aplikacjami czerwonymi i czarnymi (barwy pruskie). Obok zrealizowano stajnie i obory (2-4 konie i 8-10 krów). Zbudowano też salę modlitw i zebrań, mieszkanie dla nauczyciela, łaźnię z piekarnią i pralnią oraz izbą przechowywania sprzętu gaśniczego, a także zbiornik wodny z silnikiem wiatrowym, napędzającym wiejski wodociąg.
Życie społeczne gminy cechował konflikt między dwiema grupami osadników: z głębi Rzeszy i reemigrantami ze wschodu (ci pierwsi uważali się za element wartościowszy i byli preferowani przez administrację prowincjonalną przy obsadzie stanowisk w gminie). Mimo wysiłków państwowych wieś nie stała się wzorem dla ludności polskiej, a jej status majątkowy nie odbiegał od wsi polskich.
Do Golęczewa organizowano wycieczki dla dziennikarzy, parlamentarzystów i dygnitarzy różnego szczebla, celem demonstracji osiągnięć niemieckich kolonistów (m.in. 24 maja 1909, 6 czerwca 1910 i we wrześniu 1913).
Pozostałością kolonizacji jest cmentarz ewangelicki przy ul. Dworcowej.
W latach 1975–1998 miejscowość administracyjnie należała do województwa poznańskiego.

## Współczesność
W Golęczewie znajduje się klub piłkarski GKS Golęczewo, remiza strażacka, szkoła i przedszkole. We wsi funkcjonuje także apteka. Dojazd z Poznania zapewniają autobusy podmiejskie linii 905 i 907 oraz pociągi osobowe w kierunku Piły – do przystanku Golęczewo. Linie autobusowe przebiegające przez wieś obsługiwane przez ZKP kończą swój bieg na dworcu ulokowanym na osiedlu Sobieskiego w Poznaniu. Przez wieś przebiega Transwielkopolska Trasa Rowerowa.
Na zachód od wsi znajduje się Obszar Chronionego Krajobrazu Doliny Samicy Kierskiej.